# District historique de Goldfield
Le district historique de Goldfield est un district historique situé dans le centre-ville de Goldfield, dans le Nevada, aux États-Unis. Depuis le 14 juin 1982, il est inscrit au Registre national des lieux historiques, le seul bien dans cette situation dans le comté d'Esmeralda.